# Bompas (Pireneje Wschodnie)
Bompas – miejscowość i gmina we Francji, w regionie Oksytania, w departamencie Pireneje Wschodnie.
Według danych na rok 1990 gminę zamieszkiwały 6323 osoby, a gęstość zaludnienia wynosiła 1109 osób/km² (wśród 1545 gmin Langwedocji-Roussillon Bompas plasuje się na 43. miejscu pod względem liczby ludności, natomiast pod względem powierzchni na miejscu 979.).